# Metapotamal
Metapotamal - to bieg środkowy rzeki - spadek zwierciadła wody i prędkość wody maleją. Maleje również erozja dna rzeki na rzecz erozji bocznej, co powoduje powstawanie zakoli. Dolina staje się szersza. W biegu środkowym dno jest przeważnie żwirowe.